# Бакинский метрополитен
Баки́нский метрополите́н (азерб. Bakı Metropoliteni, в 1967—1990 гг. — Баки́нский метрополите́н и́мени В. И. Ле́нина) — система внеуличного скоростного рельсового транспорта в Баку.
Запущен для пассажиров 6 ноября 1967 года, через год после Тбилисского метрополитена и стал пятым метрополитеном в СССР после Московского, Ленинградского, Киевского и Тбилисского. Первая очередь состояла из участка «Бакы совети» — «Нариман Нариманов» с пятью станциями. По состоянию на 2011 год Бакинский метрополитен занимал 58-е место в мире по пассажиропотоку и являлся 108-м в мире по протяжённости линий. Среди метрополитенов бывшего СССР занимает пятое место по пассажиропотоку (после Московского, Петербургского, Киевского и Минского) и шестое — по длине эксплуатируемых линий (уступая вышеназванным метрополитенам, а также Ташкентскому). Кроме того, являлся 5-й пассажиронапряжённой транспортной системой, немногим уступая метрополитенам упомянутых выше городов.
Бакинский метрополитен насчитывает 27 станций. Общая протяжённость линий — 40,7 км, 11 из этих станций имеют вестибюль. Семь станций — глубокого заложения: Ичери Шехер (бывш. Бакинский Совет), Сахил (бывш. 26 Бакинских комиссаров), 28 мая (бывш. 28 Апреля), Джафар Джаббарлы, Шах Исмаил Хатаи (бывш. Шаумян), Низами, Элимляр Академиясы. 
В метрополитене действует 41 эскалатор, длина которых составляет более 4000 метров. Ранее был одним из наиболее дешёвых по стоимости проезда метрополитенов мира (цена одной поездки составляла 10 гяпиков (0,05 $) на 1 октября 2009 года, цена поездки в Пхеньянском метрополитене — менее 0,01 $). Затем[когда?] цена повысилась до 20 гяпиков. С 1 августа 2018 года цена поездки составляла 30 гяпиков (0,18 $). С 3 февраля 2023 года цена проезда в метрополитене составляла 40 гяпиков (0,24 $). С 1 июля 2024 года цена проезда в метрополитене увеличена с 40  до 50 гяпиков (0,29 $). 
На участке «Джафар Джаббарлы» — «Шах Исмаил Хатаи» осуществляется автономное движение поездов. На остальных участках — маршрутное движение поездов.

## История

### Строительство
Строительство метрополитена было намечено ещё в 1932 году в первоначальных вариантах генерального плана развития Баку. Официальным документом для начала проектирования и строительства явилось постановление Совета Министров СССР 1949 года, и принятый приказ Министерства путей сообщения того же года. Строительство метрополитена было признано наиболее целесообразным для кардинального улучшения работы городского пассажирского транспорта в Баку.
В 1951 году утверждён технический проект первой очереди Бакинского метрополитена, предусматривавший строительство двух линий общей протяжённостью 12,29 км с десятью станциями, двухстанционный кросс-платформенный пересадочный узел на станции «28 апреля» (ныне «28 мая») и депо. Первая линия трассировалась от Баксовета через железнодорожный вокзал и далее вдоль проспекта Табриз, вторая линия — от Низами через железнодорожный вокзал в Старый город. В том же году были начаты строительные работы, которые велись до сентября 1953 года, после чего были приостановлены из-за тяжёлых гидрогеологических условий строительства и проблем с финансированием. К этому моменту успели построить перегонные тоннели длиной около 5 км, включая полностью готовый тоннель от станции «28 апреля» до станции «Шаумян» (ныне «Шах Исмаил Хатаи») и несколько сотен метров тоннелей за ней, восемь строительных стволов, подходные выработки и два наклонных хода, включая наклонный ход на станции «Шаумян».
Строительство возобновилось в 1960 году. Первоначальный проект был изменён, и вместо направления «Парк Низами» и «ГРЭС „Красная Звезда“» (Чёрный город), где уже были проложены тоннели, решено было тянуть ветку в сторону Монтино через новый Республиканский стадион с прилегающим районом нового жилищного строительства. Дальнейшее развитие линии ожидалось в направлении заводов за Монтино. Проект пересадочной станции «28 апреля» (ныне «28 мая») был изменён, станция поднята в профиле на 4,5 метра вверх, отменена вторая платформа и построены четыре камеры съездов для использования платформы для четырёх направлений движения (пересечение линий на одном уровне).
6 ноября 1967 года метрополитен введён в строй. 25 ноября 1967 года начаты регулярные пассажирские перевозки. Метрополитен стал пятым в Советском Союзе. Первый пусковой участок первой очереди протяжённостью 6,25 км состоял из 5 станций: «Баксовет» (ныне «Ичери Шехер») — «26 Бакинских комиссаров» (ныне «Сахил») — «28 Апреля» (ныне «28 Мая») — «Гянджлик» — «Нариман Нариманов».
Вслед за открытием регулярного движения на линии «Баксовет» — «Нариманов» началась подготовка к введению в эксплуатацию станции «Шаумян» (ныне «Шах Исмаил Хатаи»), которая начала строиться в 1951 году и на момент возобновления строительства метрополитена в 1960 году находилась в наивысшей степени готовности. 22 февраля 1968 года открыт перегон «28 Апреля» — «Шаумян» протяжённостью 2,24 км. С этого момента станция «28 Апреля» стала пересадочной станцией для пассажиров, едущих со станций «Нариманов», «Гянджлик» в Чёрный город и обратно. Движение поездов осуществлялось по двум маршрутам: «Баксовет» — «Нариманов» и «Баксовет» — «Шаумян».
Строительство первой очереди Бакинского метрополитена предусматривалось в три этапа. После ввода в эксплуатацию первого пускового участка «Баксовет» — «Нариман Нариманов» с ответвлением от станции «28 Апреля» на станцию «Шаумян», продолжалось строительство второго пускового участка от станции «28 Апреля» до станции «Низами» протяжённостью 2,1 км и третьего — от станции «Нариман Нариманов» до станции «Нефтчиляр» протяжённостью 7,4 км. В связи с возникшими трудностями при строительстве второго участка (при прохождении путейцами участка было обнаружено большое количество старинных колодцев и подземная речка) решено было сначала завершить строительство третьего пускового участка с четырьмя станциями: «Улдуз», «Мешади Азизбеков» (ныне «Кёроглу»), «Аврора» (ныне «Кара Караев»), «Нефтчиляр».

### Хронология
Период Азербайджанской ССР
- 22 апреля 1970 года началось регулярное движение поездов до станции «Улдуз», протяжённость участка составляла 2,28 км.
- 25 сентября 1970 года в бакинском метро появилась ещё одна вилка — на ответвлении в электродепо после станции «Нариманов» была открыта единственная наземная станция «Деповская» (ныне «Бакмил»). Длина нового эксплуатационного участка составила 0,5 км. В 1978-79 годах вместо простой платформы без крыши был построен и 28 марта 1979 года открыт полноценный крытый вестибюль этой станции, с данного момента получившей название «Электрозаводская».
- 6 ноября 1972 года была открыта новая подземная магистраль Бакинского метрополитена протяжённостью 5,08 километра с тремя станциями: «Азизбеков», «Аврора» и «Нефтчиляр».
- 31 декабря 1976 года был введён в эксплуатацию третий пусковой участок первой очереди Бакинского метрополитена «28 Апреля» — «Низами», протяжённостью 2,1 км[13]. Появилась третья вилка в Бакинском метро. Первое время движение осуществлялось только по одному пути, а второй путь был достроен в 1979 году.
- 31 декабря 1985 года 2-я линия получила значительное продление после станции «Низами»: 4 станции «Элмляр Академиясы», «Иншаатчылар», «Площадь XI Красной Армии» (ныне «20 Января») и «Мемар Аджеми» на протяжении 6,43 км.
- 28 апреля 1989 года от станции «Нефтчиляр» линия была продлена на 2 станции «Халглар Достлугу» и «Ахмедлы», длина участка составила 3,1 км.

1990-е - 2000-е
- 27 октября 1993 года открылся один перрон подземной станции «Джафар Джаббарлы», пересадочной со станцией «28 Мая». Протяжённость участка «Шах Исмаил Хатаи» — «Джафар Джаббарлы» увеличилась до 2,4 км.
- На момент распада СССР работы на северном участке, в состав которого входят 3 станции и одно депо (ТЧ-2), были выполнены на 40 %: из 8 км путей было построено 3,5 км. Также были выполнены на 50 % работы на станции «Ази Асланов» — следующей после станции «Ахмедлы»: завезён мрамор, рельсы, кабель и др. оборудование. Однако, экономический кризис привёл к полной остановке строительства. В результате, первая полноценная станция со времени приобретения Азербайджаном независимости была открыта только через одиннадцать лет.
- 10 декабря 2002 года открылась станция «Ази Асланов» с новым перегоном длиной 1,36 км.
- В первом квартале 2006 года возобновились работы на северном участке. Возобновлена проходка тоннелей между действующей станцией «Мемар Аджеми» и «Насими», строительство которой было начато летом того же года.
- Летом 2007 года возобновилось строительство перегонных тоннелей и следующей за «Насими» станцией «Азадлыг Проспекти».
- 9 октября 2008 года открылась станция «Насими» и перегон «Мемар Аджеми — Насими», протяжённостью 1,7 км.
- 16 декабря 2008 года открылась вторая платформа станции Джафар Джаббарлы и от неё был пущен второй поезд-челнок до станции Шах Исмаил Хатаи.
- 29 декабря 2008 года после реконструкции открылась для пассажиров станция «Ичери Шехер».
- 30 декабря 2009 года открылась станция «Азадлыг Проспекти» и перегон «Насими-Азадлыг Проспекти» протяжённостью 1,3 км.
- 30 декабря 2009 год открылся новый, второй вход/выход станции «28 мая».

2010-е
- 29 июня 2011 года открылась станция «Дарнагюль» и перегон «Азадлыг Проспекти-Дарнагюль» протяжённостью 1,6 км.
- 30 декабря 2011 года после реконструкции открылась для пассажиров станция «Кёроглу» (прежнее название «Мешади Азизбеков»).
- 5 мая 2015 года после реконструкции открылась для пассажиров станция «28 Мая».
- 28 декабря 2015 года открылся новый, второй вход/выход со станции «Элмляр Академиясы»[14].
- 19 апреля 2016 года открылась 3-я линия, протяжённостью 2,2 км, состоящая из двух станций: «Автовокзал» и «Мемар Аджеми-2»[15].
- 15 сентября 2016 года после замены эскалаторов открылся старый выход со станции «Элмляр Академиясы»[16].
- 7 июня 2018 года станция «Сахил» была сдана в эксплуатацию после полного капитального ремонта и реконструкции[17].
- 26 марта 2019 года станция «Бакмил» была сдана в эксплуатацию после полного капитального ремонта и реконструкции[18].
- 12 сентября 2019 года станция «Шах Исмаил Хатаи» была сдана в эксплуатацию после полного капитального ремонта и реконструкции[19].
- С 31 марта по 8 мая и с 5 июля[20] по 13 сентября 2020 года метрополитен не работал в связи с пандемией COVID-19[21][22]. 19 октября 2020 года метрополитен закрылся уже в третий раз[23]. Во время этого закрытия был начат капитальный ремонт станционных путей на ряде перегонов, в результате срыва сроков этих работ метрополитен возобновил работу лишь 31 мая 2021 года[24].

2020-е
- 29 мая 2021 года состоялось открытие станции 8 ноября.
- 23 декабря 2022 года открылась станция «Ходжасан» и одноимённое депо.

### Хронология открытия участков

Развитие Бакинского метрополитена

- 6 ноября 1967: Бакы Совети (ныне Ичеришехер) — 26 Бакы Комиссары (ныне Сахил) — 28 Апреля (ныне 28 Мая) — Гянджлик— Нариман Нариманов, 6,3 км
- 22 февраля 1968: 28 Апреля (ныне 28 Мая) — Шаумян (ныне Шах Исмаил Хатаи), 2 км, «28 Апреля» — общая станция для обеих линий с вилочным движением
- 5 мая 1970: Нариман Нариманов — Улдуз, 2,2 км
- 25 сентября 1970: Нариман Нариманов — Платформа Депо (ныне Бакмил), 1,4 км (образовано вилочное движение)
- 7 ноября 1972: Улдуз — Мешади Азизбеков (ныне Кёроглу) — Аврора (ныне Кара Караев) — Нефтчиляр, 4,9 км
- 31 декабря 1976: 28 Апреля (ныне 28 мая) — Низами Гянджеви, 1,5 км (по сути трёхмаршрутное вилочное движение в узле «28 Апреля»)
- 31 декабря 1985: Низами Гянджеви — Эльмляр Академьясы — Иншаатчылар — 20 Января — Мемар Аджеми, 5,6 км
- 28 апреля 1989: Нефтчиляр — Халглар Достлугу — Ахмедлы, 3 км
- 27 декабря 1993: Джафар Джаббарлы передача участка «28 Мая — Мемар Аджеми» первой линии; линия 2 превращается в единственный однопутный перегон «Джафар Джаббарлы — Шах Исмаил Хатаи» (с 17 декабря 2008 двухпутный)
- 10 декабря 2002: Ахмедлы — Ази Асланов, 1,4 км
- 9 октября 2008: Мемар Аджеми — Насими, 1,9 км
- 30 декабря 2009: Насими — Азадлыг проспекти, 1,3 км
- 29 июня 2011: Азадлыг проспекти — Дарнагюль, 1,6 км
- 19 апреля 2016: Автовокзал — Мемар Аджеми-2, 2,1 км
- 29 мая 2021: Мемар Аджеми-2 — 8 Ноября, 1,6 км
- 23 декабря 2022: Автовокзал — Ходжасан и метродепо № 2, 2,4 км

## Линии
| Название         | Линия | Участок                      | Открытие первого участка | Последняя станция открыта | Длина   | Станции |
| ---------------- | ----- | ---------------------------- | ------------------------ | ------------------------- | ------- | ------- |
| Красная линия    | 1     | Ичери-Шехер ↔ Ази Асланов    | 1967                     | 2002                      | 20.1 км | 13      |
| Зелёная линия    | 2     | Дарнагюль ↔ Шах Исмаил Хатаи | 1968                     | 2011                      | 14.5 км | 10      |
| Фиолетовая линия | 3     | Ходжасан ↔ 8 ноября          | 2016                     | 2022                      | 6.1 км  | 4       |

### Красная линия
Эта линия самая старая, она была открыта вместе с вводом метрополитена в 1967 году. Включает 13 станций (12 подземных и 1 наземная) и одно депо.

### Зелёная линия
Эта линия постепенно сформировалась вместе с открытием станций Шаумян (ныне Шах Исмаил Хатаи), Низами и далее ветки до станции Дарнагюль. Ныне линия функционирует по принципу вилочного движения вместе с красной линией, но планируется организовать на ней автономное движение после строительства соединительных перегонов между станциями Джафар Джаббарлы и Низами, а также введения в эксплуатацию депо «Дарнагюль».

### Фиолетовая линия
Линия состоит из четырёх станций. Первые 2 станции фиолетовой линии были открыты 19 апреля 2016 года. Затем 29 мая 2021 года открылась станция «8 ноября». 23 декабря 2022 года открылись станция «Ходжасан» и одноимённое депо.
Всего на линии планируется построить 12 станций. Все станции на третьей линии, в отличие от станций двух других, способны принимать поезда из 7 вагонов.

## Дальнейшее развитие
В 2010 году утверждена «Государственная программа 20-летнего развития Бакинского метрополитена». Согласно данной программе до 2030 года количество станций должно быть доведено до 76, линий до 5, протяжённость до 119 км. Предусмотрено строительство 51 новой станции и около 80 километров участков и линий метро. К тому же предусмотрены реконструкция (или капитальный ремонт) существующих станций, обновление оборудования, обслуживающего станции и тоннели, и обновление подвижного состава.
Ввиду огромного объёма работы были разделены на этапы и приоритетные направления. Первый этап охватил период до 2016 года, в ходе которого были построены 2 новые станции третьей (Фиолетовой) линии («Автовокзал» и «Мемар Аджеми-2»), отремонтированы 3 станции («Ичеришехер», «Кёроглу», «28 Мая»), построены вторые выходы на 2 станциях («28 Мая», «Эльмляр Академиясы») и заменены эскалаторы на нескольких станциях. 
После 2016 года начался второй этап работ.
Для воплощения программы предусмотрены следующие приоритетные направления:
- Первое направление охватывает часть фиолетовой линии: ТЧ-2 «Ходжасан» — «Автовокзал» — «Мемар Аджеми-2» — «8 ноября» — В-4 — В-5 («Низами-2»), предусматривало строительство 5 станций, 1 электродепо и 6,8 километра линий метро. Данный участок свяжет комплекс нового автовокзала, 3-й и 4-й микрорайоны, Тбилисский проспект и улицу Физули. 19 апреля 2016 года были введены в эксплуатацию первые 2 станции. Открытие станции «8 ноября» произошло 31 мая 2021 года[29]. Строительство станции В-4 продолжается. В январе 2016 года тоннелепрокладческий комплекс Herrenknecht должен был начать рыть туннели в направлении будущей станции В-5[30]. В 2020 году руководитель пресс-службы метрополитена заявил, что строительство линии метро от станции B-4 в центр города на данный момент не рассматривается приоритетным[31].
- В рамках работ по строительству второго направления предусмотрено строительство 13 станций, 1 электродепо и около 20 км линий метро: 6-я станция — Y−3 — «Бёюкшор» — «Кёроглу-2» — «Сабунчи» — «Бакиханов» — Y-21 — «Гарачухур» — «Йени Гюнешли» — «Кёхня Гюнешли». Данные станции продлят северный участок ныне существующей зелёной линии метро в восточном направлении. После того, как будет построен тоннель от станции «Низами» до «Джафар Джаббарлы» и будет окончено строительство ТЧ-3, а также построен южный участок зелёной линии от станции Хатаи до будущей пересадочной станции «Ази Асланов-2», то есть станции Y-14 («Аг Шехер») — Y-15 («Азернефтьяг») — Y-16 («Наргиля»), зелёная линия будет закольцована. В августе 2016 года Бакинский метрополитен заявил, что начинается строительство станций Y-14, Y-15 и Y-16[32]. В сентябре в СМИ появились фотографии с места строительства станции Аг Шехер (Y-14)[33][34]. В 2020 году руководитель пресс-службы метрополитена заявил, что до 2027 года есть планы по строительству на зелёной линии 7 станций (4 между «Хатаи» и «Ази Асланов-2» и 3 между «Дарнагюль» и «Кёроглу»)[31].
- Третье направление охватывает продление красной линии от станции «Ази Асланов» и включает 2 станции и 3,7 км пути: Зыхское шоссе — Военная академия. Также планируется продлить другой конец красной линии от станции «Ичеришехер» до будущей станции Бадамдар и построить 4 станции (включая Бадамдар)[35][36]. До 2027 года начнётся строительство 2 станций от Ичеришехер, на одной из которых будет поворотная камера[31].

Особенностью новых линий метро является то, что платформы станций на них будут увеличены со 100 до 140 метров, что позволит использовать вместо 5-вагонных составов 7-вагонные, а внешний диаметр тоннелей будет увеличен до 6 метров. Также планируется разделение красной и зелёной линий на участке станций «28 мая» и «Джафар Джаббарлы».
На апрель 2025 года ведётся строительство тоннеля, который соединит станции «Джафар Джаббарлы» и «Низами». Протяжённость тоннеля — 200 метров. Строительство займёт 10-11 месяцев. Тоннель необходим для полного разделения Красной и Зеленой линий с переводом каждой на независимый режим. В рамках этого ведётся строительство электродепо «Дарнагюль».
24 июля 2025 года начато проектирование станций Зелёной линии Y14—Y17, Фиолетовой линии B5—B8, а также туннелей между ними, разделения Зелёной и Красной линий на станции «28 Мая». Планируется строительство переходной камеры, обратного тоннеля и подземной автомобильной стоянки на станции «Ичеришехер». Проектирование будет осуществлено турецкой компанией «Yüksel Proje». Стоимость работ составит 35,4 млн манат.

## Режим движения
Несмотря на то что зелёная линия открылась в 1968 году, её основная часть (8 из 10 станций) функционирует в составе красной линии — по принципу вилочного движения. Поезда от станции «Ази Асланов» до «28 Мая» едут все вместе, а со станции «28 Мая» расходятся: один поезд идёт в сторону станции «Ичери Шехер» (ранее — «Баксовет»), другой — к станции «Дарнагюль».
Между станциями «Джафар Джаббарлы» и «Шах Исмаил Хатаи» ходит 1 челнок по одному из путей. Такая схема движения объясняется тем, что подземные тоннели, связывающие станции «Джафар Джаббарлы» и «Низами», ещё не построены. После завершения работ по строительству этих путей, а также сдачи в эксплуатацию депо «Дарнагюль» схема движения будет изменена, с тем чтобы наконец разделить зелёную и красную линии.
Поезд на станцию «Бакмил» отправляется по утверждённому графику, примерно каждые 25 минут.

## Подвижной состав

### Пассажирский подвижной состав
| Тип               | Годы эксплуатации | Примечания                        |
| ----------------- | ----------------- | --------------------------------- |
| Е                 | 1967—2001         |                                   |
| Ем-508/Ем-509     | 1983—2008         |                                   |
| Еж/Еж1            | 1983—2001         |                                   |
| Еж3/Ем-508Т       | 1974—2008         |                                   |
| 81-717/714        | с 1987            |                                   |
| 81-760/761        | 2012-2013         | Возвращён на завод                |
| 81-760Б/761Б/763Б | с 2015            | Модификация поезда 81-760/761     |
| 81-765.Б/766.Б    | с 2018            | Модификация поезда 81-765/766/767 |

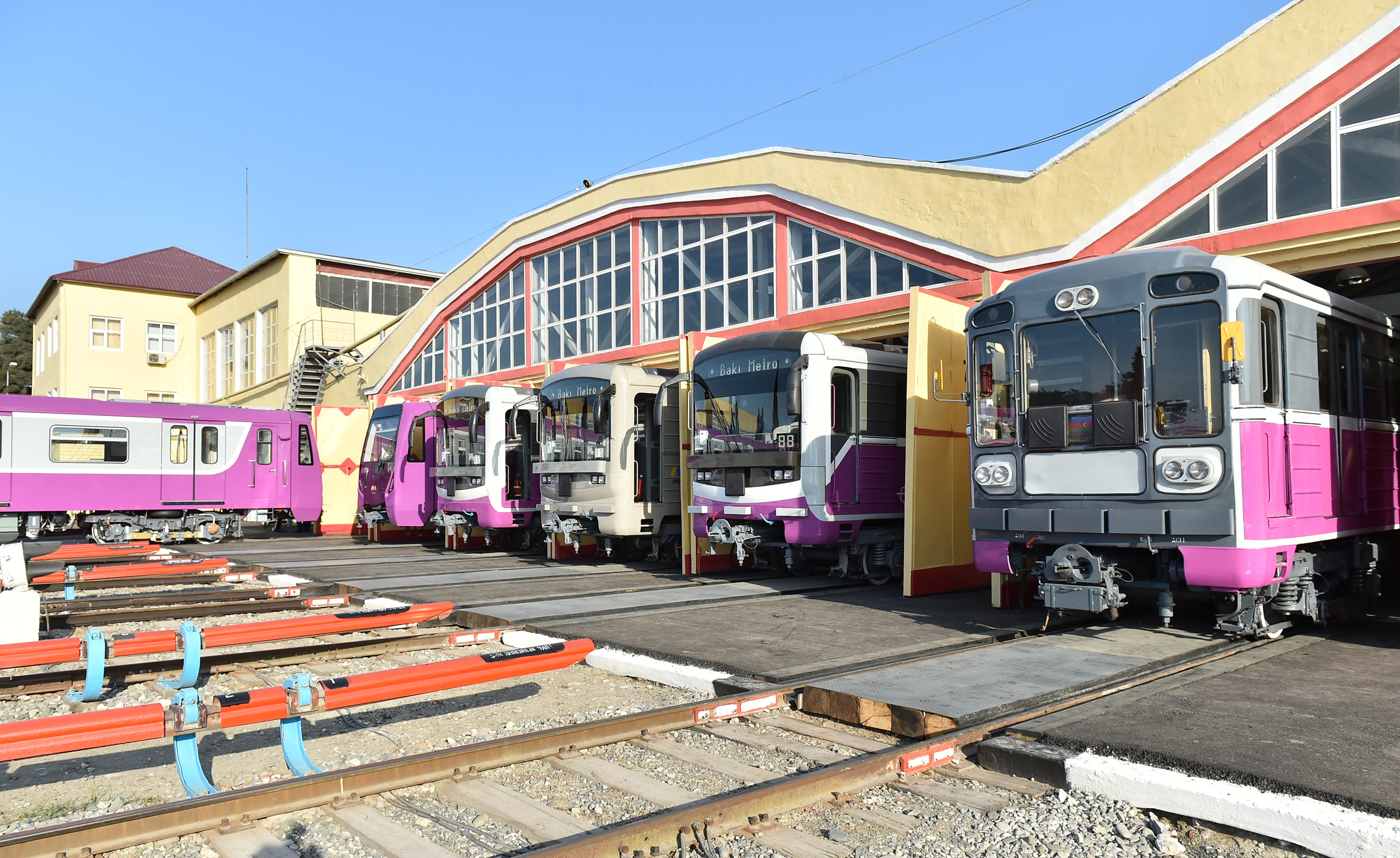
Электропоезда в депо имени Наримана Нариманова. Справа налево — 81-717/714, 81-717М/714М и 81-760Б/761Б/763Б

По состоянию на начало 2020-х годов в метрополитене эксплуатируются электропоезда типа 81-717/714 (включая более поздние модификации .5 .5Б и .5М) и их модернизированная на Тбилисском ЗРЭПСе версия 81-717М/714М, а также три электропоезда 81-760Б/761Б/763Б «Ока». 
Всего в парке метро на октябрь 2024 года 150 вагонов четвёртого поколения. Ежедневно на линии выходят 40 - 46 поездов.
5 июня 2017 года на линию был пущен первый юбилейный поезд, посвящённый 50 летию Бакинского метрополитена.

#### До 2001
Ранее в метрополитене эксплуатировались вагоны типов Ем/Ема/Емх, Еж3 и Ем-508Т, снятые с регулярной пассажирской работы в 2008 году. 

До 2001 года в пассажирской эксплуатации находились также вагоны типа Е и Еж. Весь пассажирский подвижной состав производился российским заводом «Метровагонмаш» в Мытищах (ранее известным как Мытищинский машиностроительный завод (ММЗ). Также часть вагонов ранних серий производилась заводом ЛВЗ имени И. Е. Егорова в Ленинграде.

#### С 2012
В конце 2012 года Бакинский метрополитен арендовал один пятивагонный электропоезд 81-760/761 «Ока» с целью принятия решения, закупать ли новую модель для обновления парка метрополитена. 21 января 2013 года состав типа 81-760/761 «Ока» приступил к пассажирским перевозкам на основном маршруте «Ичери-Шехер» — «Ази Асланов». В ходе испытаний неоднократно происходили сбои и поломки, и в июле 2013 года состав был возвращён на завод и позже стал эксплуатироваться уже в Москве.
Позднее Бакинский метрополитен решил приобрести три пятивагонных электропоезда 81-760А/761А/763А «Ока» со сквозным проходом и прицепным промежуточным вагоном, однако вскоре отказался от них и изменил техническое задание. В итоге Метровагонмашем совместно с французской компанией Alstom была создана модификация 81-760Б/761Б/763Б «Ока» с изменённой формой лобовой части кабины машиниста, оснащением салона и частью электрооборудования. 

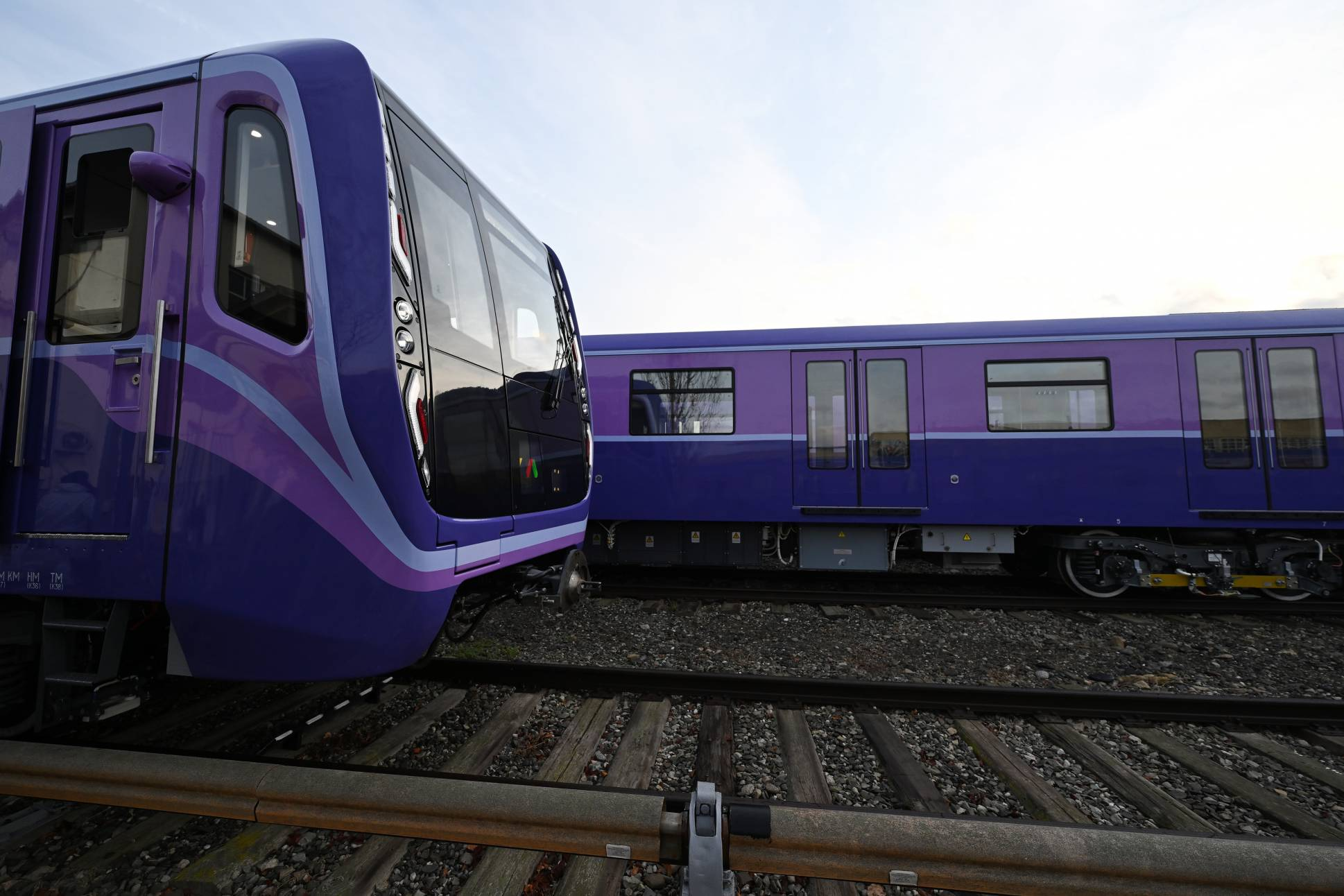
Поезд четвёртого поколения

#### 2015
В 2015 году для Баку было выпущено три пятивагонных электропоезда данного типа. В апреле 2015 года все три поезда были доставлены в Баку и начали проходить обкатку. В июне 2015 года после её успешного завершения начали работать с пассажирами на Красной линии.

#### 2018
В феврале 2018 года метрополитен заключил контракт с заводом «Метровагонмаш» на поставку двух пятивагонных электропоездов «Москва», которые с целью улучшения тяговых характеристик было решено укомплектовать только моторными вагонами без прицепных 81-767, то есть по два головных вагона 81-765Б и три промежуточных 81-766Б на состав. Первый состав был изготовлен и отправлен в Азербайджан в марте 2018 года, а с 20 апреля 2018 года начал регулярную пассажирскую эксплуатацию на Красной линии. Второй состав планируется изготовить и поставить в апреле того же года. С завода поезда получают сиреневую двухцветную окраску, схожую с окраской электропоездов 81-760Б/761Б/763Б «Ока», но без серого цвета.

#### 2021
В 2021 году парк был пополнен четырьмя составами из пяти вагонов каждый серии 81-765Б/766Б.

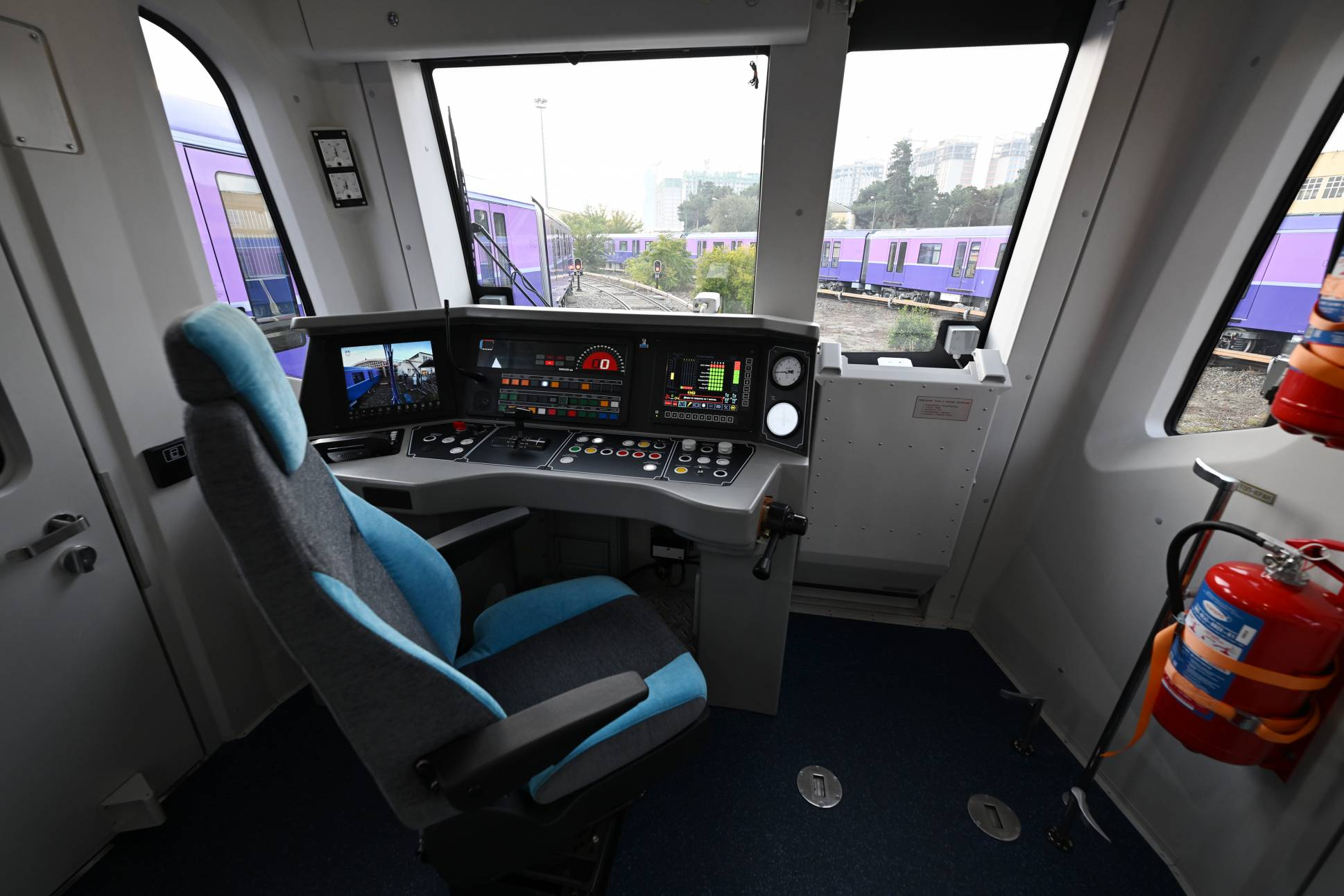
В кабине

#### 2022
В 2016—2022 годы существующий парк вагонов серии 81-717/714 прошёл капитальный ремонт с модернизацией, в ходе которой вагоны изначально перекрашивались в серо-сиреневый окрас с белой полосой, с 2017 года стали окрашиваться в розово-сиреневый окрас с белой декоративной полосой. Также менялся пластик в салоне на пластик под дерево или на белый, менялось освещение, сидения, передняя маска кабины машиниста собственного образца. На первом отремонтированном составе собственными силами (0202-0205) был сохранён дизайн маски, устанавливаемый составах, прошедших ремонт в Тбилиси. По состоянию на 2022 год с оригинальными масками осталось 3 состава (2 состава модификации .5Б, перекрашенные аналогично модернизированным составам, и один .5, окрашенный в серо-сиреневый окрас, по состоянию на октябрь не эксплуатировался).
В октябре-ноябре 2022 года в электродепо Нариманов прибыли ещё 4 пятивагонных состава серии 81-765.Б/766.Б

#### 2024
Между метрополитеном и  ООО «Глобальные транспортные решения» заключён договор на поставку в 2024 — 2026 годы 65 новых вагонов (13 составов) серии 81-765Б/766Б. Из них в 2024 году — 35 вагонов (7 составов), в 2025 году — 20 вагонов (4 состава), в 2026 году — 10 вагонов (2 состава). Головные вагоны каждого поезда данной серии рассчитаны на 315 пассажиров, средние — 329 пассажиров. В головных вагонах 38 мест, в средних вагонах — 44. В вагонах 1400-миллиметровые двери. Имеются зоны для объёмных грузов, системы контроля микроклимата, видеонаблюдения, USB-порты для мобильных устройств. Вагоны герметичны, бесшумны и имеют теплоизоляцию. 
| - Отправление электропоезда 81-717М/714М со станции «Автовокзал» - Прибытие электропоезда 81-717/714 с новой кабиной на станцию Сахил - Отправление электропоезда 81-760Б/761Б/763Б «Ока» со станции Ази Асланов - Прибытие электропоезда 81-765Б/766Б «Москва» на станцию Ичеришехер |

### Служебный
В период с 1967 по 1980-е годы в Бакинский метрополитен передавались одиночные вагоны устаревших типов для использования в служебных целях, списанные из пассажирской эксплуатации в Московском метрополитене: типа А № 1001 (передан в 1967 году), типа В-4 № 166 (передан в 1968 году), типа Г № 353, 355 и 479 (переданы в 1980 году) и типа Д № 2090 (передан в 1980 году). Прицепной вагон А № 1001 был переоборудован в путеизмерительную лабораторию, а вагон Г № 479 использовался в качестве его вагона сопровождения. Эти два вагона сохранились до настоящего времени и были отреставрированы для использования в качестве музейных, другие вероятнее всего были порезаны.
В настоящее время в метрополитене имеется прицепной диагностический вагон-лаборатория типа 81-714.5Б № 1868, переоборудованный из пассажирского компанией «Твема» и используемый в качестве путеизмерителя и дефектоскопа. Также имеется мотовоз ТМ270к-001.
| - Диагностический вагон-лаборатория 81-714 на путях депо - Интерьер вагона-лаборатории |

### Музейный

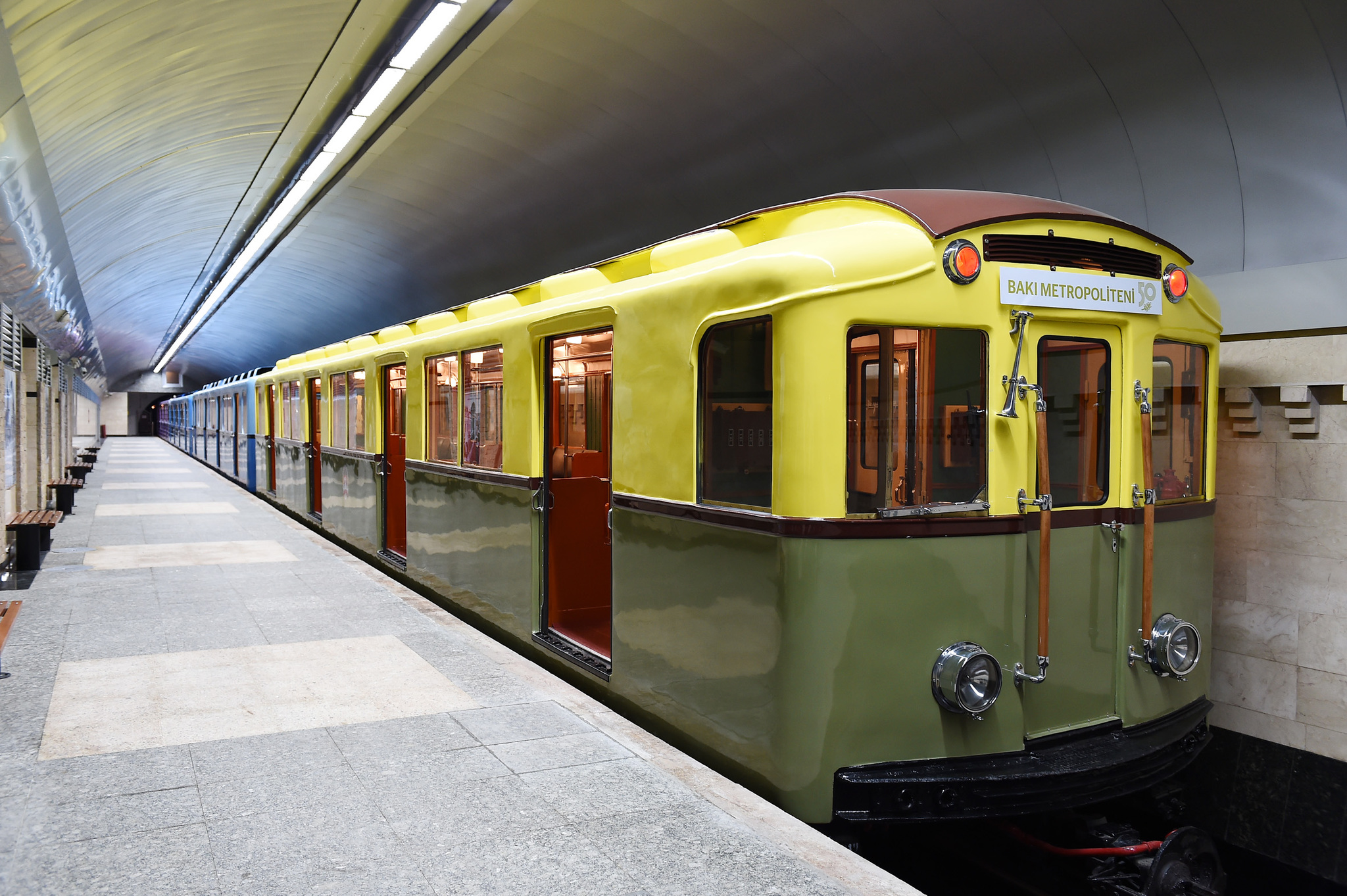
Вагон А № 1001 в составе ретро-поезда на станции Ичеришехер

В 2017 году к пятидесятилетию метрополитена были решено отремонтировать сохранившиеся вагоны устаревших серий, воссоздав в них первоначальный облик пассажирского салона и окраску, для использования в качестве музейных пассажирских на торжественных мероприятиях. Были отреставрированы как не эксплуатировавшиеся с пассажирами в Баку вагоны А № 1001 (работал путеизмерителем, перенумерован в 001) и Г № 479 (работал сопровождением путеизмерителя), так и находившиеся ранее в эксплуатации вагоны Еж-3 № 9036 и 81-717.5Б № 2803, перекрашенный в лиловый цвет и используемый как тяговый, и все четыре вагона были сцеплены в единый состав. 1 ноября 2017 года данный поезд выехал на линию. 6 ноября, в день пятидесятилетия метрополитена, президент Азербайджанской Республики Ильхам Алиев отправился на этом поезде по маршруту первого состава метрополитена, со станции Ичеришехер до Нариман Нариманова. Ретро-поезд несколько дней выставлялся на неиспользуемой платформе станции Ичеришехер, в будущем возможно создание музея метрополитена, где возможно и будет размещён состав.

## Электродепо
Метрополитен обслуживают депо имени Наримана Нариманова, расположенное за станцией «Бакмил», и депо «Ходжасан», расположенное за одноимённой станцией.
В 2013 году началось строительство депо «Дарнагюль», возле одноимённой станции, его открытие планировали в течение 5 лет. Строительство депо задерживается. Данных о ходе строительства нет.
В том же году планировалось начать строительство депо «Ходжасан». В 2018 году был пройден один из тоннелей от станции «Автовокзал» в сторону депо, второй туннель был готов на половину. Проходка второго туннеля завершилась в апреле 2020 года. Депо было открыто 23 декабря 2022 года. Оно расположено в 1 км от станции «Автовокзал».

## Оплата проезда
Контроль оплаты проезда ведётся при входе на станции с помощью турникетов.
Действующая система оплаты проезда (по транспортным картам) была введена 1 марта 2006 года, после чего Бакинский метрополитен стал вторым на постсоветском пространстве, после Московского, отказавшимся от жетонов.
С августа 2015 года для оплаты проезда были введены карты «BakıKart» многоразового и одноразового типа (которая не может быть пополнена). Себестоимость карты многоразового типа составила 2 маната (88 рублей), одноразового — 30 гяпиков (13.21 рублей). При покупке последней выбирается число поездок от одной до четырёх. Стоимость одной поездки с 1 августа 2018 года (без учёта стоимости карты) составляет 30 гяпиков. До этого с 1 декабря 2011 года проезд стоил 20 гяпиков. С 3 февраля 2023 года стоимость одного проезда в метрополитене составляет 40 гяпиков (20.18 рублей). С 1 июля 2024 года проезд в метрополитене изменён с 40 гяпиков на 50 (25.22 рублей).
30 декабря 2023 года на всех станциях метрополитена введена система QR-билетов, приобретаемых через мобильное приложение BakiKart.
Тариф на проезд является ниже себестоимости, и субсидируется из государственного бюджета. В 2025 году выделено 27,7 млн манат субсидий.

## Сотовая связь
На всех станциях (кроме недавно открывшихся станций «Мемар Аджеми 2» и «Автовокзал») и на ряде перегонов бакинского метро действуют местные сотовые операторы Bakcell и Nar, на большинстве центральных станций и Azercell.

## Автоинформаторы
В настоящее время на всех линиях Бакинского метрополитена станции озвучивает Ирада Агаева. Перед прибытием поезда на станцию звучит определённая азербайджанская мелодия, после которой Ирада Агаева произносит название станции на азербайджанском и английском. Когда поезд готовится отъехать, звучит короткая мелодия и Агаева произносит «Qapılar bağlanır, növbəti stansiya…» («Двери закрываются, следующая станция…»). В связи с Первыми Европейскими Играми, с 11 июня 2015 года данная фраза, кроме азербайджанского языка, произносится ещё и на английском (The doors are closing, the next station is…).